# Soft Heap
Soft Heap fue un supergrupo de la Escena de Canterbury fundado por los exmiembros de Soft Machine Hugh Hopper y Elton Dean.

## Historia
La banda se formó a principios de 1978, cuando todavía existía Soft Machine (liderada por Karl Jenkins y sin ningún miembro original) con Hopper, Dean, el tecladista Alan Gowen (Gilgamesh y National Health) y Pip Pyle (Hatfield and the North y National Health).
Pyle no pudo participar en la primera gira, por lo que invitaron a Dave Sheen cambiándose el nombre a Soft Head temporalmente. Con Pyle en la banda, editaron un álbum homónimo al mismo tiempo que Hopper colaboraba con Gowen en el segundo y último LP de Gilgamesh (Another Fine Tune You've Got Me Into, 1978).
Desde entonces la carrera de Soft Heap se vuelve errática, con el retiro temporal de Hopper y la muerte de Gowen en 1981. Ambos fueron reemplazados por John Greaves y Mark Hewins, respectivamente. Pudieron cambiar el nombre del grupo a Soft Jemp (por las iniciales de sus integrantes) pero decidieron no hacerlo "en respeto a la memoria de Alan Gowen" en palabras de Mark Hewkins.
Con esta formación se grabó A Veritable Centaur, que no saldría hasta 12 años después. La banda siguió presentándose esporádicamente hasta 1988.
El próximo proyecto de Hopper y Dean sería Soft Machine Legacy en 2002.

## Discografía
| Año       | Álbum                                 |           |           |           |           |           |           |           |           |           |
| Soft Head | Soft Head                             | Soft Head | Soft Head | Soft Head | Soft Head | Soft Head | Soft Head | Soft Head | Soft Head | Soft Head |
| --------- | ------------------------------------- | --------- | --------- | --------- | --------- | --------- | --------- | --------- | --------- | --------- |
| 1978      | Rogue Element                         |           |           |           |           |           |           |           |           |           |
| Soft Heap |                                       |           |           |           |           |           |           |           |           |           |
| 1979      | Soft Heap                             |           |           |           |           |           |           |           |           |           |
| 1979      | Al Dente                              |           |           |           |           |           |           |           |           |           |
| 1982-83   | A Veritable Centaur (lanzado en 1995) |           |           |           |           |           |           |           |           |           |